# Andromeda (opera)
Andromeda – czwarta, zaginiona opera (favola in musica) włoskiego kompozytora barokowego, Claudia Monteverdiego.

## Historia
Opera powstała na zamówienie władcy Mantui, księcia Vincenza Gonzagi. Monteverdi został poproszony o napisanie utworu w 1618 roku. Kompozytor z niechęcią odnosił się do konieczności skomponowania kolejnego dzieła w krótkim czasie i za niewielkie pieniądze, stąd po raz pierwszy operę wystawiono dopiero w 1620 roku. Przemęczony zaproponował raz nawet, aby zaniechać tworzenia. Książę Gonzaga jednak na to nie przystał i zażądał jak najszybszego dostarczenia sobie partytury.
Premiera odbyła się w czasie karnawału w 1620 roku.
Z Andromedy nie zachował się żaden fragment. Libretto natomiast było uznawane za zaginione aż do 1984, jednak odnalezione nie zawierało nazwiska kompozytora, który napisał do niego muzykę. Wiązało się to z tym, że w epoce baroku te same dramaty bywały obiektem pracy wielu kompozytorów.